# Antillanca
L'Antillanca est un ensemble de volcans du Chili constitué de plusieurs stratovolcans, maars et cônes pyroclastiques couvrant une superficie de 380 km2. Le plus élevé d'entre eux est le Casablanca avec 1 990 mètres d'altitude.

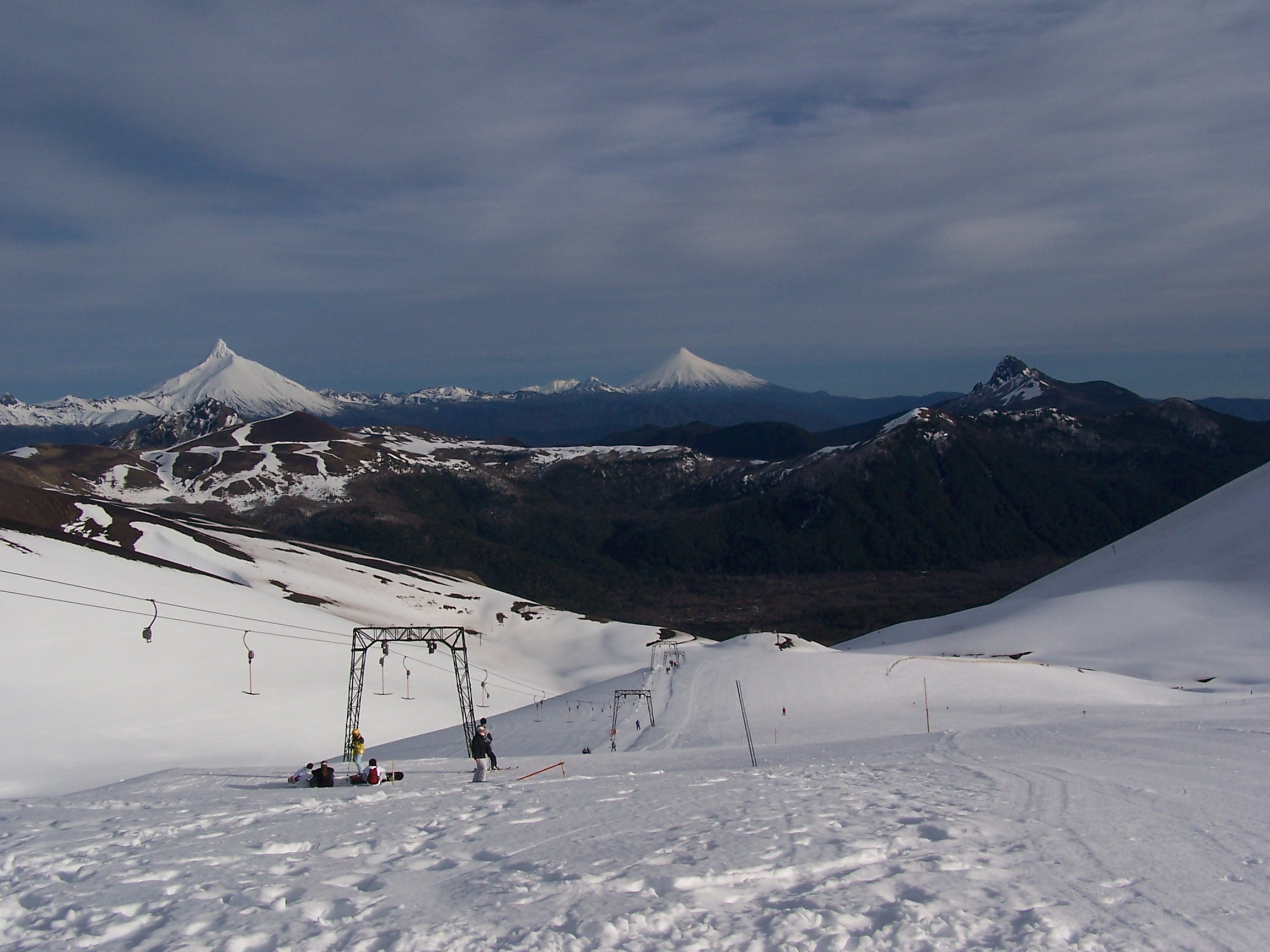
Vue de la station de ski d'Antillanca.